# Aleyrodidae
Aleyrodidae (aleirodídeos) é uma família de insetos da ordem Hemiptera, subordem Sternorrhyncha. Dentro deste género já  já foram descritas mais de de 1550 espécies. 
Os aleirodídeos pautam-se por serem fitófagos, alimentando-se normalmente da face inferior das folhas das plantas. 
As espécies mais conhecidas de aleirodídeos são a Bemisia argentifolii, popularmente chamada mosca-branca, e a Aleurothrixus floccosus, comummente conhecida como mosca-branca-dos-citrinos. As quais representam uma importante praga na agricultura.
O seu controlo químico é feito de maneira generalizada. Há também a possibilidade de controlo biológico destas pragas, através das várias espécies de predadores e parasitóides naturais, como é o caso do Cales Noaki.
Dentre esses, foram identificadas dezasseis espécies das ordens Hemiptera, Neuroptera, Coleoptera e Diptera; dentre os parasitóides, identificaram-se 37 espécies de micro-himenópteros, sendo que os parasitóides dos géneros Encarsia, Eretmocerinae e Amitus alguns dos mais comummente encontrados; e no grupo de fungos entomopatogénicos, encontraram-se várias espécies, das quais se contam a  Verticillium lecanii, Aschersonia aleyrodis, Paecilomyces fumosoroseus e Beauveria bassiana.